# Erich Ribbeck
Erich Ribbeck (Wuppertal, Alemania nazi, 13 de junio de 1937) es un exdirigente deportivo, exjugador y exentrenador de fútbol alemán. En su etapa como jugador profesional se desempeñaba como defensa.

## Trayectoria
Su carrera como jugador fue discreta, solamente jugó para el Wuppertaler SV y el FC Viktoria Colonia. 
Fue entrenador asistente del Borussia Mönchengladbach desde 1965 hasta 1967, cuando pasó a dirigir al Rot-Weiss Essen. Los siguientes 10 años los pasó dirigiendo al Eintracht Fráncfort y al 1. FC Kaiserslautern, donde fue finalista de la Copa de Alemania en 1976, cayendo contra el Hamburgo SV por 2-0. En 1978, se convirtió en ayudante de Jupp Derwall, el entonces nuevo entrenador de la selección de Alemania Federal. En esta etapa, la selección germana ganó la Eurocopa 1980 y fue subcampeona de la Copa del Mundo de 1982. Cuando Derwall renunció en 1984, Ribbeck estaba dispuesto a reemplazarlo en el cargo, pero finalmente lo hizo Franz Beckenbauer, ya que era el preferido en ese momento. Entrenó a la selección olímpica en las olimpiadas de Los Ángeles 1984, avanzando hasta los cuartos de final. Tras un breve paso por el Borussia Dortmund, se convirtió en entrenador del Bayer Leverkusen, ganando la Copa de la UEFA en 1988, primer y hasta el momento único título internacional de la historia del club. Dejó el club tras el éxito internacional y se convirtió en director deportivo del Hamburgo SV hasta 1991. Fue nombrado hombre del año en el fútbol alemán en 1992. En la temporada 1992-93, entrenó al Bayern de Múnich, siendo subcampeón de la Bundesliga. Volvió al Bayer Leverkusen para afrontar la temporada 1995-96. A pesar de las grandes figuras que tenía el equipo, luchó contra el descenso durante todo el campeonato y fue despedido antes del término del mismo. Tras un tiempo inactivo y pensando en el retiro, se convirtió en entrenador de la selección alemana el 9 de septiembre de 1998, reemplazando a Berti Vogts. Al momento de su nombramiento, tenía 61 años de edad, siendo el más longevo en asumir el cargo de entrenador de la selección germana. Su debut no fue el mejor, pues cayó ante Turquía por 1-0 como visitante, en el primer partido de la clasificación para la Eurocopa 2000. Finalmente, Alemania terminó en el primer lugar de un grupo relativamente accesible. El seleccionado vencía a rivales débiles pero no podía contra equipos de primer nivel. Las derrotas más estrepitosas fueron contra los Estados Unidos (0-3, amistoso) y Brasil (0-4, Copa Confederaciones). Previo a la Eurocopa 2000, Ribbeck no era apoyado por sus jugadores y la selección no atravesaba un buen momento. La Mannschaft se vio emparejada en el grupo A con Rumania, Inglaterra y Portugal. En el primer partido, logró forzar un empate a uno contra los rumanos, luego fue derrotada por los ingleses por 1-0, y finalmente perdió de forma humillante ante los portugueses por 3-0, terminando en el último lugar del grupo con tan solo un punto de 9 posibles. Fue la peor actuación de Alemania en un torneo internacional desde la Copa del Mundo de 1938, donde quedó eliminada en primera ronda. Tras este fracaso, renunció el 21 de junio, un día después de la goleada sufrida ante Portugal. Fue sustituido por Rudi Völler el 3 de julio del mismo año. En total, dirigió a Alemania en 24 partidos, con 10 victorias, 6 empates y 8 derrotas, siendo el peor desempeño de un entrenador de la selección alemana en la historia.

## Equipos

### Como jugador
| Equipo              | País             | Año       |
| ------------------- | ---------------- | --------- |
| Wuppertaler SV      | Alemania Federal | 1959-1962 |
| FC Viktoria Colonia | Alemania Federal | 1962-1965 |

### Como entrenador
| Equipo                                    | País             | Año       |
| ----------------------------------------- | ---------------- | --------- |
| Borussia Mönchengladbach (asistente)      | Alemania Federal | 1965-1967 |
| Rot-Weiss Essen                           | Alemania Federal | 1967-1968 |
| Eintracht Fráncfort                       | Alemania Federal | 1968-1973 |
| 1. FC Kaiserslautern                      | Alemania Federal | 1973-1978 |
| Selección de Alemania Federal (asistente) | Alemania Federal | 1978-1983 |
| Selección olímpica de Alemania            | Alemania Federal | 1983-1984 |
| Borussia Dortmund                         | Alemania Federal | 1984-1985 |
| Bayer Leverkusen                          | Alemania Federal | 1985-1988 |
| Bayern de Múnich                          | Alemania         | 1992-1993 |
| Bayer Leverkusen                          | Alemania         | 1995-1996 |
| Selección de Alemania                     | Alemania         | 1998-2000 |

## Estadísticas como seleccionador
| Equipo   | Año   | Estadísticas | Estadísticas | Estadísticas | Estadísticas | Estadísticas | Estadísticas | Estadísticas | Estadísticas |
| Equipo   | Año   | PJ           | PG           | PE           | PP           | GF           | GC           | Dif          | Rend.        |
| -------- | ----- | ------------ | ------------ | ------------ | ------------ | ------------ | ------------ | ------------ | ------------ |
| Alemania |       |              |              |              |              |              |              |              |              |
| 1998     | 3     | 1            | 1            | 1            | 4            | 3            | +1           | 33.33%       |              |
| 1999     | 13    | 7            | 2            | 4            | 23           | 15           | +8           | 53.85%       |              |
| 2000     | 8     | 2            | 3            | 3            | 15           | 13           | +2           | 25%          |              |
| Total    | Total | 24           | 10           | 6            | 8            | 42           | 31           | +11          | 41.67%       |

## Palmarés

### Como segundo entrenador

#### Copas internacionales
| Título   | Equipo           | Sede   | Año  |
| -------- | ---------------- | ------ | ---- |
| Eurocopa | Alemania Federal | Italia | 1980 |

### Como entrenador

#### Copas internacionales
| Título          | Equipo           | Sede                          | Año  |
| --------------- | ---------------- | ----------------------------- | ---- |
| Copa de la UEFA | Bayer Leverkusen | Leverkusen (Alemania Federal) | 1988 |

#### Distinciones individuales
| Distinción                         | Año  |
| ---------------------------------- | ---- |
| Hombre del año en el fútbol alemán | 1992 |